# Bo Duke
Pour les articles homonymes, voir Bo et Duke.
Beauregard « Bo » Duke est un personnage de fiction créé pour la série télévisée Shérif, fais-moi peur, dans laquelle il est interprété par John Schneider.

## Biographie fictive
Bo Duke vit avec son cousin Luke dans une zone non incorporée du Comté de Hazzard dans l’État de Géorgie. Il habite avec sa cousine Daisy, serveuse sexy au Repaire du Sanglier (Boar's Nest en V.O.), et avec son vieil oncle Jesse Duke, qui vit principalement de la fabrication et du trafic d'alcool maison. Il conduit avec Luke une Dodge Charger de 1969, surnommée « General Lee ».

## Œuvres où le personnage apparaît

### Télévision
- 1979-1985 : Shérif, fais-moi peur (The Dukes of Hazzard) (série télévisée) - interprété par John Schneider
- 1983 : The Dukes (série télévisée d'animation), saison 2 - doublé par John Schneider
- 1997 : Shérif Réunion (The Dukes of Hazzard: Reunion!) (téléfilm) de Lewis Teague - interprété par John Schneider
- 2000 : Les Duke à Hollywood (The Dukes of Hazzard: Hazzard in Hollywood) (téléfilm) de Bradford May - interprété par John Schneider
- 2007 : Shérif, fais-moi peur : Naissance d'une légende (The Dukes of Hazzard: The Beginning) (téléfilm) de Robert Berlinger - interprété par Jonathan Bennett

### Cinéma
- 2005 : Shérif, fais-moi peur (The Dukes of Hazzard) de Jay Chandrasekhar - interprété par Seann William Scott